# 大阪市立常盤小学校
大阪市立常盤小学校（おおさかしりつ ときわしょうがっこう）は、大阪府大阪市阿倍野区にある公立小学校。

## 概要
校区は阿倍野区の北東部地区である。1980年代以降2000年代を通じて児童数1000人前後の規模で推移し、2008年時点では児童数1000人以上・30学級を超える規模となり、大阪市立小学校としては1番の大規模校である。6学年のうち、4学年が本校舎で学び、2学年が道路を隔てた別棟の大阪市立常盤小学校分校で学んでいる。
校名は、大正時代まで地域にあった、一本松（四方松とも）と呼ばれる古い松の木に由来する。松は常緑樹、すなわち常盤木というところから「常盤」の校名をとっている。校章も松の葉をデザインしたものである。

## 沿革
学校所在地周辺は1925年まで東成郡天王寺村に属していた。天王寺村では地域人口が急増し、それに伴い当時村唯一の小学校だった東成郡天王寺尋常小学校（現在の大阪市立晴明丘小学校）の児童も増加して学校過密化の様相を呈していた。そのため分離校として2校目の小学校を新設することになった。
1912年4月1日付で、東成郡天王寺第二尋常小学校として、従来の天王寺（晴明丘）小学校の校区から北部を分離する形で開校した。
開校後もさらに地域の児童数が増加したため、周辺で小学校を新設している。それに伴い校区の再編・縮小を繰り返した。
1919年9月5日には天王寺・天王寺第二の両校の校区を再編し、天王寺第三尋常小学校（現在の大阪市立丸山小学校）が開校した。また1923年9月19日には、天王寺第二・天王寺第四（現・天下茶屋）の両校の校区を再編し、天王寺第五尋常小学校（現在の大阪市立金塚小学校）が開校した。
天王寺村は1925年4月1日、大阪市の第二次市域拡張により大阪市に編入された。旧天王寺村地区の学校では大阪市編入を機に、従来の創立順の番号での校名を改め、地名などを取り入れた学校名へと変更することになった。これにより従来の東成郡天王寺第二尋常小学校は、地域にあった常盤松より校名をとって大阪市常盤尋常高等小学校へ改称している。
大阪市編入直後の1925年10月1日付で、大阪市高松尋常小学校（現在の大阪市立高松小学校）が分離開校している。
1941年の国民学校令施行により、大阪市常盤国民学校に改称した。太平洋戦争の戦局悪化の影響で、大阪市など大都市の国民学校児童に対して、1944年以降学童疎開を実施するよう指示が出された。学童疎開は縁故を原則としたが、縁故に頼れない児童に対しては学校から集団疎開に参加させることにした。集団疎開先の府県は大阪市から各行政区ごとに割り当てられ、阿倍野区の国民学校では和歌山県への疎開が決定した。常盤国民学校の児童は1944年以降、和歌山県伊都郡橋本町・隅田村・恋野村（いずれも現在の橋本市）に学童集団疎開を実施している。学童疎開は終戦まで続いた。
1947年の学制改革により、大阪市立常盤小学校に改称した。
阿倍野区はほかの行政区と比較して空襲被害が相対的に軽微だったことで終戦直後に転入者が増えて人口が増加したことに加え、終戦後のベビーブームの影響もあり、既存校だけでは児童を受け入れられない見通しになったとして、1951年に周辺の校区を再編する形で大阪市立苗代小学校が開校した。苗代小学校の開校に伴い、従来の常盤小学校の校区も縮小・再編し、一部を苗代小学校の校区へ変更した。

### 年表
- 1912年4月1日 - 大阪府東成郡天王寺第二尋常小学校として創立。
- 1919年9月5日 - 校区の一部を、新設の天王寺第三尋常小学校（現在の大阪市立丸山小学校）へ分離。
- 1923年9月19日 - 校区の一部を、新設の天王寺第五尋常小学校（現在の大阪市立金塚小学校）へ分離。
- 1925年4月1日 - 天王寺村が大阪市に編入したことに伴い、大阪市常盤尋常高等小学校に改称。
- 1925年9月15日 - 大阪市高松尋常小学校（現在の大阪市立高松小学校）を分離。
- 1941年4月1日 - 国民学校令により、大阪市常盤国民学校に改称。
- 1944年 - 和歌山県に学童集団疎開。
- 1947年4月1日 - 学制改革により、大阪市立常盤小学校に改称。
- 1951年4月1日 - 校区の一部を、新設の大阪市立苗代小学校へ分離。
- 1952年4月 - 校歌制定（安西冬衛作詞）。
- 1986年12月2日 - 大阪市教育委員会から社会科の研究校に指定され、研究発表を実施。
- 1992年10月29日 - 大阪市教育委員会から算数科の研究校に指定され、研究発表を実施。
- 1998年 - 新体育館・エレベーター完成。

## 通学区域
- 大阪市阿倍野区 阿倍野筋1～3丁目の一部、松崎町、美章園、三明町、文の里1～4丁目の一部。（2006年度大阪市教育委員会資料より）。ただし文の里4丁目の児童は大阪市立苗代小学校に通学することも可能である。

卒業生は大阪市立文の里中学校へ進学する。

## 出身者
- 綾戸智恵 - ジャズシンガー
- 坂口有望 - シンガーソングライター

## 交通
- JR及び地下鉄御堂筋線・谷町線 天王寺駅 南へ約700m
- 地下鉄谷町線・阪堺電気軌道阪堺線 阿倍野駅 北東へ約500m
- 近鉄南大阪線 大阪阿部野橋駅 南へ約600m